# Edith Udhardt
Edith Udhardt (* 28. September 1929 in Berlin; † 7. Januar 2024 ebenda) war eine deutsche Politikerin (PDS).

## Leben und Beruf
Udhardt war als Krankenschwester tätig. Daneben war sie, insbesondere nach ihrem Eintritt in den Ruhestand, sozial engagiert, etwa als Vorsitzende der Sozialkommission, stellvertretende Vorsitzende des Landesseniorenbeirats und Gründungsmitglied des Frauenbeirats Prenzlauer Berg, der 2001 im Frauenbeirat Pankow aufging. Sie wohnte im Stadtbezirk Prenzlauer Berg.

## Politik
1990 wurde Udhardt erstmals in die Bezirksverordnetenversammlung Prenzlauer Berg gewählt, dort war sie Vorsitzende des Sozialausschusses. Bei der Wahl 1995 gewann sie das Direktmandat und wurde so ins Abgeordnetenhaus gewählt, dem sie eine Wahlperiode lang bis 1999 angehörte. Dort war sie im Petitionsausschuss tätig.

## Ehrungen
- 2008: Stadtälteste von Berlin